# 汉口有轨电车计划
汉口有轨电车计划是清末民初曾经准备在中国湖北省汉口市创建有轨电车系统的计划，但后来不幸失败。

## 历史
- 1911年，留日回来的颜寅亮申请在汉口创办电车。夏口自治会以马路狭窄为由拒绝。
- 1912年，颜再度申请。夏口县徐兰如知事以“汉口市政问题未解”为理由搁置。
- 同年，中华民国副总统黎元洪经胡文逵呈请，要求汉口建筑处修建有轨电车。后建筑处被拆并，此事不了了之。
- 1914年，商办汉口全埠电车股份有限公司申请修建电车，被拒。
- 1915年，杨度准备修建电车，因一战爆发，推迟。
- 1917年，江汉关监督以计划不详、道路逼仄拒绝。[1]

## 规划内容
线路长二十余里，沿中山大道设置。

## 现代
2013年，汉口老城区考虑在沿江大道、中山大道、武汉大道与长江大道之间的地区修建有轨电车环线。这条线路或将取代区域内的传统公交线，在满足居民出行需求的同时发挥旅游观光功能。2014年2月，市政府进行调研后得出结论，汉口老城区可以建设有轨电车。